# Phyllonorycter reduncata
Phyllonorycter reduncata är en fjärilsart som först beskrevs av Ermolaev 1986.  Phyllonorycter reduncata ingår i släktet guldmalar, och familjen styltmalar. Inga underarter finns listade i Catalogue of Life.